# Locost

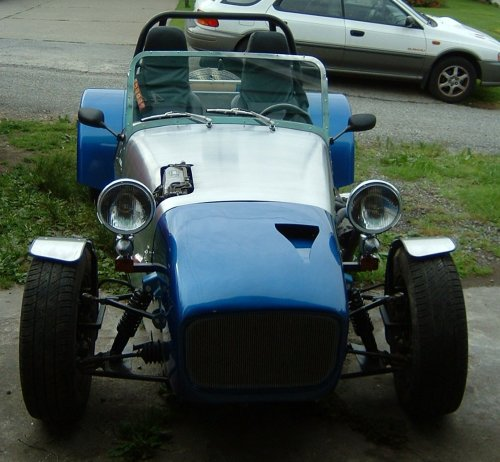
Exemplar aus Kanada mit Antrieb, Motor, Getriebe, Differential und Bremsen des Toyota Corolla GTS Twincam, A-Säulen des Hyundai Stellar und Lenkung vom MGB

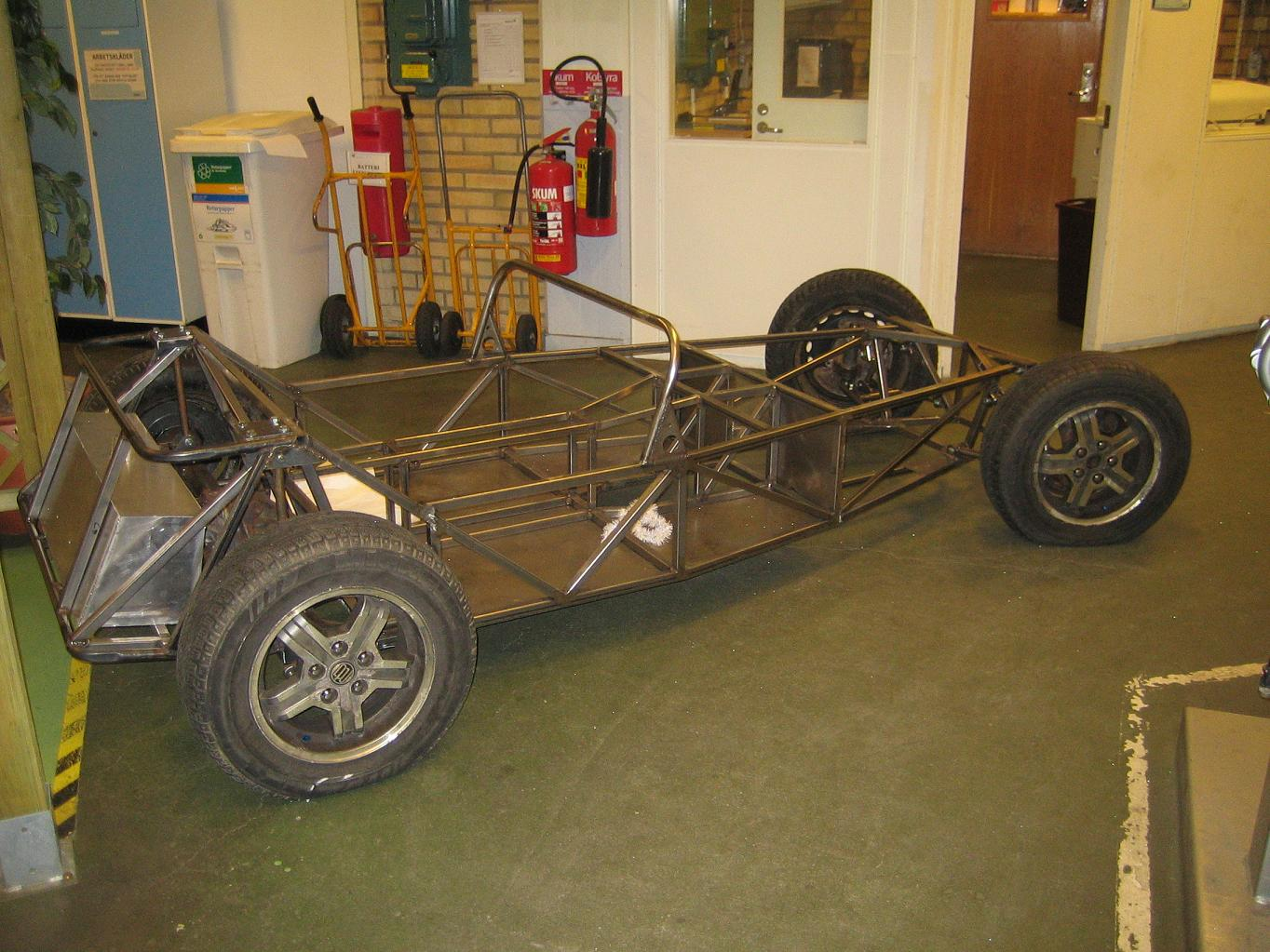
Spaceframe des Locost

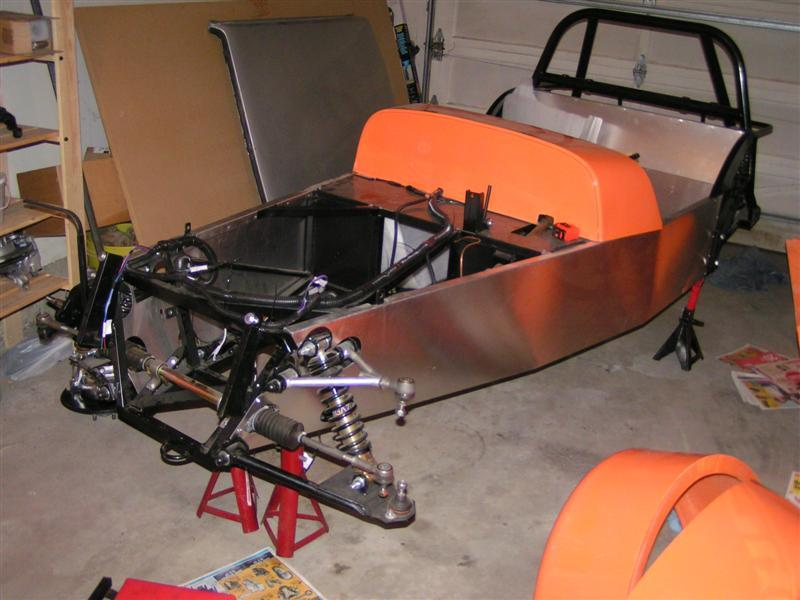
Rahmen des Locost mit einigen Karosserieteilen

Ein Locost ist eine Selbstbaukopie des Lotus Seven. Der Wagen hat ein Spaceframe-Fahrgestell, das üblicherweise aus Rechteckrohren 25 mm × 25 mm zusammengeschweißt ist. Die Vorderräder hängen gewöhnlich an doppelten Querlenkern und Schraubenfedern. Die angetriebene Hinterachse ist traditionell starr, aber es gibt auch Versionen in Einzelradaufhängung oder De-Dion-Achse. Die Karosserie ist aus einer Front und Kotflügeln aus GFK und Seitenblechen aus Aluminium aufgebaut. Jedes dieser Autos ist individuell auf die Möglichkeiten und Bedürfnisse jedes Erbauers angepasst.
Ursprünglich sollte der Locost komplett nur aus Halbzeugen aufgebaut werden. Inzwischen ist er aber so populär geworden, dass einige Hersteller das Fahrwerk als Kit anbieten. Dazu gibt es GFK-Karosserieteile, Teile der Radaufhängung und andere für den Locost spezifische Teile von verschiedenen Herstellern.

## Ron Champions Locost
Die Idee des Locost entspringt einer Veröffentlichung des Haynes Manuals, einem Buch mit dem Titel Build your own sports car for as little as £ 250, das von Ron Champion verfasst wurde. Diese Konstruktion basiert hauptsächlich auf der des Lotus Seven. Sie war mit einer angetriebenen Starrachse hinten ausgestattet. Die De-Dion-Achse wurde bei Werksrennwagen und einigen Modellen von Caterham eingesetzt.
Sowohl Colin Chapman als auch Ron Champion konnten Erfahrungen im 750 Motor Club (einem britischen Autorennclub) sammeln und der Locost basiert auf einem Clubman’s Race Car von 1963, das Ron Champion entworfen hatte. Das Heck ist selbstverständlich „vom Lotus Seven beeinflusst“.

## Haynes Roadster
Ron Champions Originalbuch folgte ein Buch mit dem Titel Build Your Own Sports Car: On a Budget von Chris Gibbs. Das dort beschriebene Auto unterscheidet sich im Wesentlichen vom Original durch seine Einzelradaufhängung hinten. Außerdem wurde der Wagen mit Hilfe eines CAD-Programms entworfen, was die Maßfehler des Originals vermied. Weitere Unterschiede sind die Anleitungen zur Herstellung eines Stabilisators und zum Einsatz von Einspritzmotoren.
Als Spenderfahrzeug wird ein Ford Sierra vorgeschlagen. Auch gibt es dort Vorschläge zum Einsatz anderer Spenderfahrzeuge, wie dem BMW 3er E36 oder dem Mazda MX-5. Auch Motorradmotoren können eingesetzt werden.
Moderne Roadster werden als Spenderfahrzeuge für den Locost immer beliebter, da sie umfangreichere technische Details und bessere Radaufhängungen aufweisen. Bis April 2010 wurden ca. 10 Autos fertiggestellt und für den Straßenverkehr zugelassen.

## Andere Variationen
Der Locost darf nicht verwechselt werden mit dem ähnlich klingenden Locust, der ebenfalls auf dem Lotus Seven beruht. Im Gegensatz zum Spaceframe hat der Locust einen Leiterrahmen und die Karosserie besteht aus mit Aluminium verkleidetem Sperrholz.

### McSorley Locost
Der Champion Locost und der Haynes Roadster besitzen die gleichen Fahrgestellmaße wie der originale Lotus Seven. Der Locost-Hersteller Jim McSorley überarbeitete die Konstruktion von Ron Champion, sodass breitere Antriebsaggregate, Hinterachsen und Sitze eingesetzt werden können. Im Einzelnen wurde die Konstruktion des McSorley 442 im Car and Driver Magazine vom August 2006 vorgestellt.

### „Australische Modifikationen“
In Australien müssen Kit Cars eine Festigkeitsprüfung durchlaufen, bevor sie zum Straßenverkehr zugelassen werden. Dies führte zu einer Reihe von Verbesserungen an der Konstruktion von Ron Champion, wie beispielsweise Verstärkungen der Fahrzeugfront und um die Passagiere. Die Veränderungen verbessern auch die Biege- und Verwindungssteifigkeit des Fahrgestells und werden nun auch bei Locosts in anderen Ländern eingesetzt.
Es gab verschiedene Versuche, die Steifigkeit des Locost mit einer FEM-Analyse zu überprüfen. Sie zeigen üblicherweise, dass der originale Locost die Möglichkeiten nicht voll ausnutzt.

## Baukosten
Der Titel von Ron Champions Buch behauptet, dass dort eine Möglichkeit angeboten wird, ein Auto für £ 250 zu bauen, aber die meisten Locost kosten bis zu zehnmal so viel oder mehr.
Die £ 250 beinhalten keine Werkzeugkosten, die ebenso viel oder noch mehr als die Kosten des Autos betragen können. Das Buch geht auch davon aus, dass man einen Ford Escort kauft, der keine TÜV-Plakette (im Vereinigten Königreich, Irland und Malta: MOT) mehr bekommt. Champion rechnete, dass solche Autos für ca. £ 50 zu kaufen wären. Ford Escort der 1. und 2. Serie (mit Hinterradantrieb) sind heute schwer zu bekommen, da sie bereits selbst zu Klassikern avanciert sind und im klassischen Rallyesport eingesetzt oder gesammelt werden.
Das Buch gibt etliche Hinweise, wie die Baukosten begrenzt werden können:
- Baue das Fahrgestell aus Schrott anstatt aus Neuteilen.
- Laminiere die GFK-Nase und die GFK-Kotflügel selbst, anstatt sie fertig zu kaufen.
- Setze den Rücksitz eines Spender- oder Schlachtfahrzeuges ein, anstatt neue Sportsitze zu kaufen.
- Setze die Instrumente, das Lenkrad und das Armaturenbrett des Spenderfahrzeuges ein, anstatt alle diese Teile neu zu kaufen.
- Kaufe falsch gemischte Farben zum Sonderpreis und lackiere das Auto selbst.
- Hole die Aluminiumbleche für die Motorhaube vom Schrottplatz (z. B. vom Aufbau eines alten Kastenwagens).

Einige Hersteller hatten weitere Ideen zur Kostenersparnis:
- Nutze das Blechdach des Spenderfahrzeuges als Fahrgestellboden, anstatt neue Bleche zu kaufen.
- Setze den Tank eines Saab 96 oder eines Triumph Spitfire ein.
- Setze die Scheinwerfer und Chromringe eines älteren Volvo 240 und eine Edelstahl-Salatschüssel von IKEA mit 200 mm Durchmesser zur Herstellung der Scheinwerfer ein.

Selbst wenn der Locost zehnmal so viel wie die £ 250 kostet, so ist das wesentlich weniger, als man normalerweise für ein Fahrzeug dieser Leistungsklasse bezahlen müsste.

## Übliche Spenderfahrzeuge
Das Auto, das in Champions Buch beschrieben wird, ist aus Teilen des Ford Escort der 1. und 2. Serie und der vorderen Radaufhängung des Ford Cortina aufgebaut. Wegen der abnehmenden Versorgung mit diesen Spenderfahrzeugen entstand der Haynes Roadster auf Basis des Ford Sierra. Einige nutzen auch Kleinbusse, wie den Mitsubishi L300, den Mazda E1800 (gleiches Getriebe wie der MX5) und den Holden Scurry (auch Bedford Rascal, Suzuki Carry, Chevrolet Supercarry oder Maruti Omni).
In den USA werden der Toyota Corolla und der Mazda Miata oft als Spenderfahrzeug eingesetzt. Auch der Mazda RX-7 mit Wankelmotor erfreut sich wachsender Beliebtheit.
Viele Hersteller stellen Teile für diesen Wagen her oder vertreiben sie, beispielsweise MK Sportscars (die die Konstruktion weiterentwickelt haben und nun ihren eigenen MK Indy auf Basis des Ford Sierra anbieten) oder Racetech mit ihrem Estfield auf Basis des Lada.

## Renneinsatz

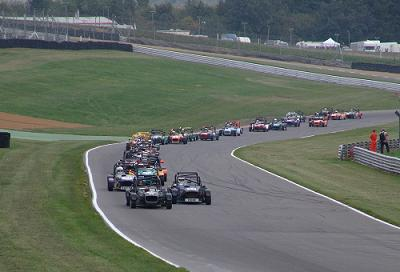
Locost auf dem Rennkurs in Brands Hatch 2005

Der Locost hat einen der erfolgreichsten Wettbewerbe im Motorsport des Vereinigten Königreiches begründet, die Formula Locost. Der Wettbewerb wird vom 750 Motor Club organisiert und es treten ungefähr 35 Starter auf Kursen in Brands Hatch, Donnington, Oulton Park und Silverstone an, um die wichtigsten zu benennen. Durch die strengen Regeln, die die Kosten begrenzen, hat der 750 Motor Club eine kostengünstige und interessante Rennserie für den Amateur geschaffen. Es ist zwar nicht möglich, ein Rennfahrzeug für £ 250 zu bauen, wie es der Titel von Ron Champions Buch suggeriert, aber es handelt sich dabei wahrscheinlich um die billigste Form des Motorsports im Vereinigten Königreich. Die Kosten betragen ca. £ 5000 pro Saison, wenn alle notwendigen Teile, wie Rennanzug, Autoanhänger usw. vorhanden sind.
In den USA ist der Renneinsatz von Locost nicht so populär, aber sie nehmen doch an verschiedenen Amateurrennen teil. Die $200X Challenge hat sogar eine spezielle Klasse für Locost und andere Kit Cars.